# Kaspar Frey (Jurist)
Kaspar Frey (* 26. September 1957 in Düsseldorf) ist ein deutscher Rechtswissenschaftler.

## Leben
Er studierte von 1976 bis 1982 Rechtswissenschaften und Wirtschaftswissenschaften an der Universität Münster. Er bestand 1982 (Hamm) und 1986 (Düsseldorf) die juristischen Staatsexamina. Er promovierte und habilitierte bei Herbert Wiedemann an der Universität zu Köln, wo er bis 1995 arbeitete. Von 1996 bis 2023 hatte er den Lehrstuhl für Bürgerliches Recht, Handels- und Wirtschaftsrecht der Europa-Universität Viadrina inne. Am 27. September 2023 erhielt er seine Urkunde zur Versetzung in den Ruhestand.

## Publikationen (Auswahl)
- Einlagen in Kapitalgesellschaften. Gläubigerschutz und Gestaltungsfreiheit. Köln 1990, ISBN 3-452-21714-0.
- Rechtsnachfolge in Vollmachtnehmer- und Vollmachtgeberstellungen. München 1997, ISBN 3-406-42277-2.
- PdW Gesellschaftsrecht. München 2023, ISBN 978-3-406-77332-7.